# Faidherbia

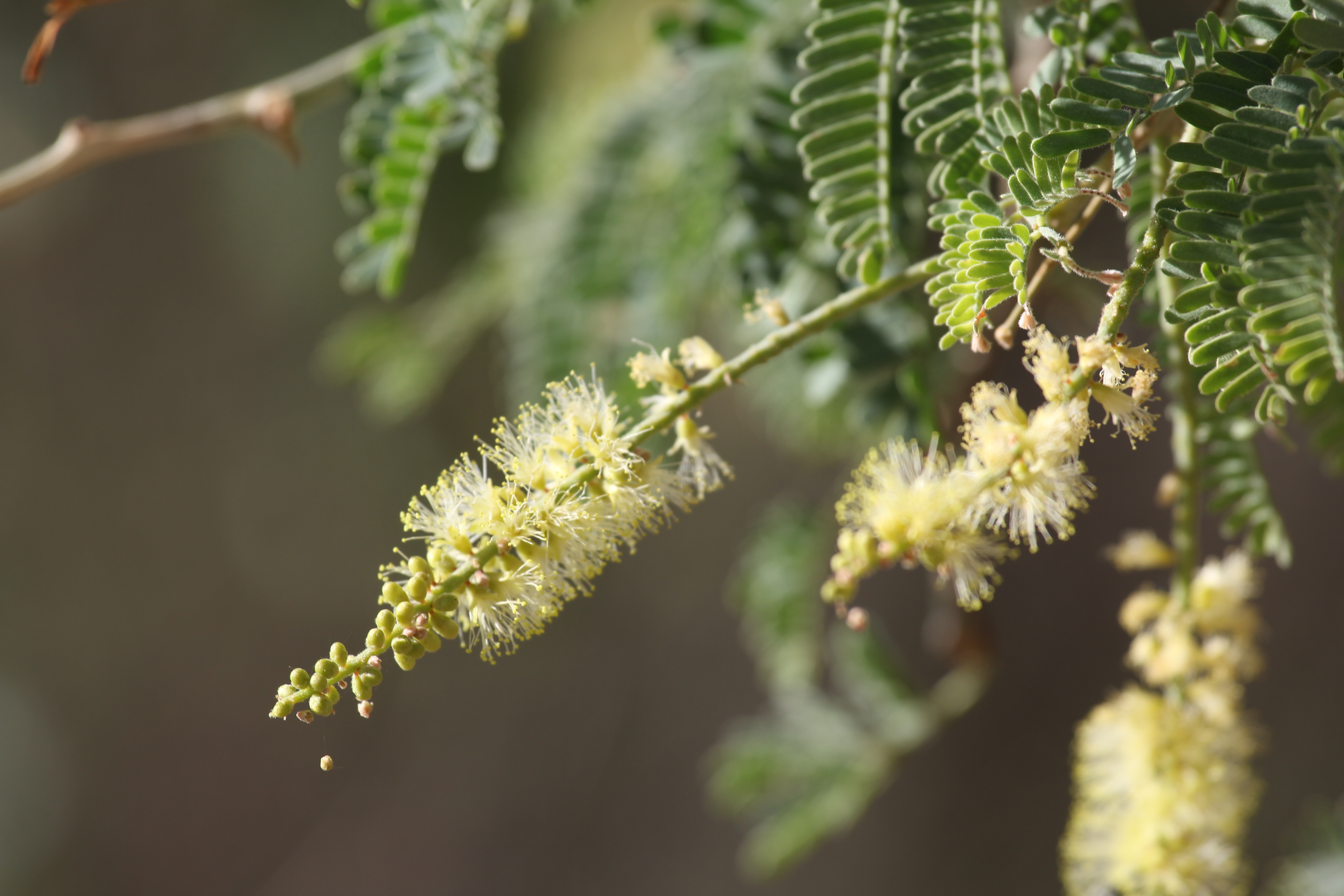
Faidherbia albida - MHNT

Faidherbia é um género botânico pertencente à família Fabaceae.
- Faidherbia albida - conhecida em África por Búrlè-danédjo